# Kinnari

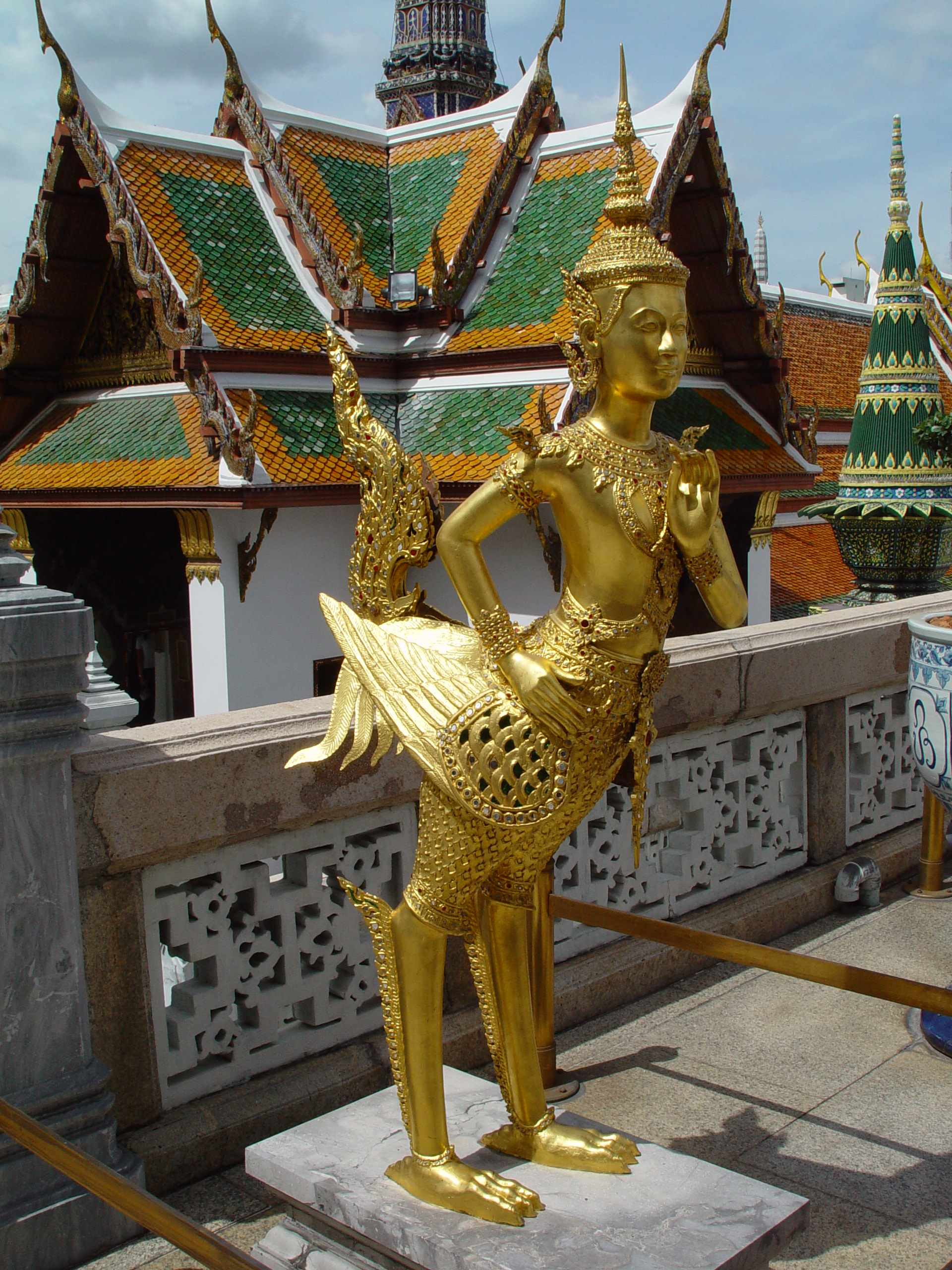
Statue eines Kinnorn im Wat Phra Kaeo, Bangkok

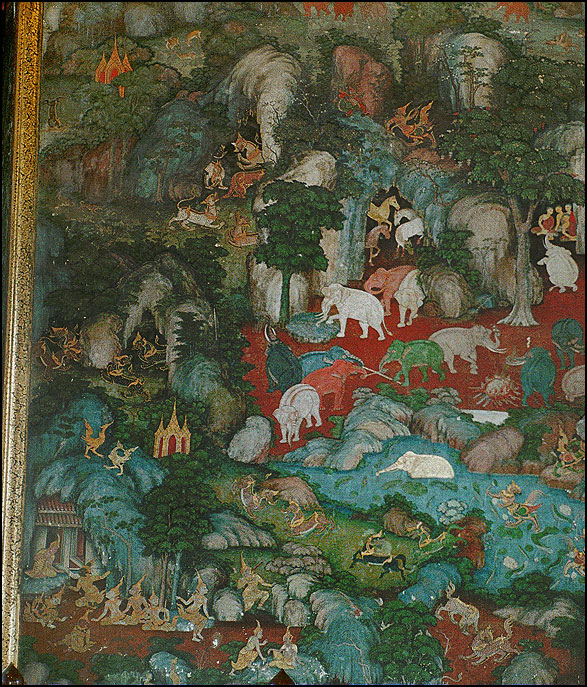
Darstellung der Fabelwesen im Himaphan-Wald, Wat Suthat, Bangkok

Kinnari (Sanskrit किंनरी kiṁnarī; auch Kinari, Kinaree, Kinnaree, Ginnarie oder Ginnaree, burmesisch ကိန္နရီ, kin-na-yi) ist ein Wesen der indischen Mythologie, das laut den nach Südostasien gelangten Legenden an den Hängen des Himaphan-Waldes („Schneewald“) lebt.
Die Kinnari wird in der thailändischen, kambodschanischen, laotischen und burmesischen Mythologie als ein Wesen dargestellt, das halb Frau und halb Vogel ist. Sie hat den Kopf, den Torso und die Arme einer Frau, aber die Flügel, den Schwanz und die Füße eines Schwans. Sie ist bekannt für ihren Tanz, ihre Lieder und ihre Dichtung und stellt das traditionelle Symbol weiblicher Schönheit, Grazie und Vollendung dar. Das männliche Gegenstück zu Kinnari wird Kinnara (किंनर kiṁnara) oder Kinnorn genannt.

## Mythologischer Ursprung
In der indischen Mythologie sind Kinnaris und Kinnaras Mischwesen mit dem Oberkörper eines Menschen und der unteren Hälfte eines Vogels (meist ein Pfau). Sie gehören zu den niederen Gottheiten, die am Fuß des heiligen Berges Meru leben und werden oft als himmlische Musikanten dargestellt. Deshalb wurde ein altes indisches Saiteninstrument kinnari vina genannt. In einem Text von Gujarat aus der Mitte des 12. Jahrhunderts lautet ein zweiter Name saranga vina. Kinnaris wurden an mittelalterlichen indischen Steintempeln entweder als kleine, das eigentliche Geschehen von oben beobachtende Himmelswesen dargestellt oder sie wurden sehr klein als Schmuckmotive in Medaillons im Sockelbereich eingebunden. Zu den ältesten erhaltenen Darstellungen gehören buddhistische Reliefs an den Stupas von Bharhut und Sanchi (2. und 1. Jahrhundert v. Chr.).

## Thailand
Kinnari (Thai: กินรี) wurden in der thailändischen Literatur bereits im Traiphum Phra Ruang aus dem 14. Jahrhundert erwähnt. Sie leben zusammen mit vielen anderen Fabelwesen im Himaphan-Wald, welcher sich an den Hängen des Berges Meru befindet, der zentralen Achse des buddhistischen Weltbildes. In der thailändischen Kunst gibt es zahllose Darstellungen der Kinnari, die immer als junge Frauen dargestellt werden, die ein engelgleiches Kostüm tragen. Der untere Teil ihrer Körper ist der eines Hong (Thai: หงส์), eines mythischen Schwans, wodurch sie in der Lage sein sollen, zwischen der menschlichen Welt und den Fabel-Welten hin und her zu fliegen.

### Berühmte Darstellungen der Kinnari
- Die berühmteste Kinnari in Thailand ist eine Figur mit dem Namen Manorah (Thai: มโนราห์) aus dem Panyasa Jataka (Thai: ปัญญาสชาดก). Teil dieses Stücks ist ein Tanz, der Manorah-Buchayan genannt wird und einer der esoterischsten unter den hohen klassischen Tänzen Thailands ist.

- Auf der „Oberen Terrasse“ des Wat Phra Kaeo in Bangkok stehen vergoldete, lebensgroße Statuen von 14 Fabelwesen aus dem Himaphan-Wald, von denen eine einen Kinnorn darstellt. Er ist nicht zu verwechseln mit der Statue eines Theppaksi, welcher im Gegensatz zum Kinnorn menschliche Beine hat.

- Auf den Fußsohlen des großen Liegenden Buddha des Wat Phra Chetuphon in Bangkok sind die 108 buddhistischen Symbole als Perlmutter-Einlegearbeit abgebildet, zwei dieser Symbole sind eine Kinnari und ein Kinnorn.

- Thai Airways International veröffentlicht ein monatliches Magazin mit dem Titel Kinnaree.

## Myanmar
Burmesische Buddhisten glauben, dass Buddha bei seinen 136 früheren Leben als Tier auch viermal als Kinnara gelebt hat. Auch hier ist Kinnari eins der 108 glücksverheißenden Symbole im Fußabdruck Buddhas.